# Pierre Eliyya Abo-Alyonan

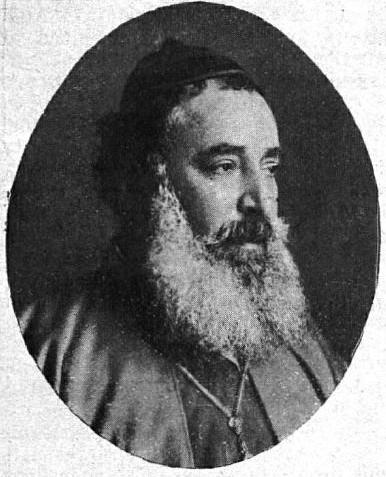
Patriarch Eliya-Abulyonan

Pierre Eliyya Abo-Alyonan (* 1840 in Mosul; † 27. Juni 1894 ebenda) war als Eliyya XIV. Abo-Alyonan von 1878 bis 1894 Patriarch der Chaldäisch-Katholischen Kirche mit Sitz in Mosul. Sein Name wurde auch als Elie, Elias, Pietro Elia Abolionan, Abbo-Alyonan oder Eliya Abulyonan geschrieben und in der Zählfolge wird er sowohl als XIII., wie auch als XIV. geführt.

## Leben
Er studierte drei Jahre auf dem „Kollegium für die Verbreitung des Glaubens“ in Rom und empfing 1865 die Priesterweihe. Am 24. Mai 1874 spendete ihm der Patriarch Joseph VI. Audo die Bischofsweihe als Bischof von Gazireh, heute Cizre in der Türkei. Am 26. Juli 1878 erhielt er die Berufung zum Patriarchen von Babylon der Chaldäer und wurde am 28. Februar 1879 von Papst Leo XIII. in diesem Amt bestätigt.
Während seiner Amtszeit bemühte er sich, im Unterschied zu seinem Vorgänger Joseph VI. Audo, um gute Beziehungen mit Rom und den päpstlichen Behörden. Er starb am 27. Juni 1894, nach einem Episkopat von 17 Jahren, im Alter von 54 Jahren an Typhus und wurde in der Kathedrale Mart Meskinta zu Mosul beigesetzt.